# Otec všech bomb

Otec všech bomb

Otec všech bomb (rusky: Отец всех бомб, anglicky: Father of All Bombs) je název ruské termobarické pumy, která je podle dostupných zdrojů čtyřikrát účinnější než podobná americká zbraň GBU-43 MOAB. Zároveň se jedná o dosud nejsilnější nejaderný výbušný systém na Zemi.
Zbraň byla úspěšně otestována 11. září 2007, poté co byla vypuštěna z bombardéru Tupolev Tu-160 a po pádu s využitím padákového systému explodovala několik metrů nad povrchem země.
Síla výbuchu odpovídala ekvivalentu 44 tun TNT při použití 7,8 tuny nové vysoce explozivní výbušniny a s použitím nanotechnologií. Toto je však experty zpochybňováno. Reálná účinnost bude o něco nižší. Ekvivalent 44 tun TNT vypadá jako přímý přepočet spalného tepla obsahu bomby a toto nelze brát jako věrohodný údaj. TNT ekvivalence se zvláště u objemově detonujících zbraní musí vztahovat k přímo měřené vzdálenosti od centra výbuchu. FOAB má také velmi nízkou brizanci v místě detonace (několik metrů od bomby), takže srovnání s MOAB je lehce nepřiměřené. Dosud největší americká puma GBU-43 MOAB má sílu odpovídající 11 t TNT při použití 8 t klasických lehce aluminizovaných výbušnin (Tritonal nebo H-6). Okruh účinnosti ruského zbraňového systému je údajně 300 m, což je asi dvakrát více než v případě pumy MOAB, ale srovnatelné např. s BLU-82 („Sekačka sedmikrásek“). Toto je opět sporné, obvykle udávané údaje (u všech tří zbraní) jsou nadhodnocené a obecně je nutno je dělit 2.